# Мавзолей Саманидов
Мавзолей Саманидов (узб. Somoniylar maqbarasi) — династический мавзолей Саманидов в историческом центре Бухары (Узбекистан), построенный на рубеже IX и X веков во времена правления Исмаила Самани (892—907).
Мавзолей является одним из древнейших памятников среднеазиатского монументального зодчества и памятником зодчества мирового значения. Сохранившееся до наших дней мемориальное сооружение изначально входило в состав более обширного некрополя, от которого более ничего не осталось (небольшое кладбище находилось в районе мавзолея только до конца 1930-х годов). В настоящее время мавзолей является единственным уцелевшим зданием эпохи Саманидов на территории Бухарского оазиса. Это также одно из первых сохранившихся сооружений, целиком построенных из жжёного кирпича. Находится в центральном городском парке культуры и отдыха, в разное время носившем имена С. М. Кирова и Саманидов.
Как часть «Исторического центра города Бухара» в 1993 году был включён в список объектов всемирного наследия ЮНЕСКО. Является одной из главных туристских достопримечательностей города.

## История
В черте городских стен и в ближайших окрестностях исторического центра Бухары сохранились архитектурные памятники тысячелетней давности, старейшим из которых является мавзолей Саманидов.
Возведение памятных намогильных сооружений на первых порах категорически противоречило некоторым из норм ислама, но этот запрет был впервые нарушен «разрешённым» строительством первого мусульманского мавзолея Кубба ас-Сулабия над могилой арабского халифа аль-Мунтасира (861—862), в котором позднее были похоронены и два других халифа: аль-Мутазз (866—869) и аль-Мухтади (869—870), после чего возведение мавзолеев началось во всех исламизированных странах Среднего и Ближнего Востока, входивших в Арабский халифат.
Не стал исключением и мавзолей Саманидов — династии правителей Мавераннахра. Погребальное сооружение, согласно переписанной вакфной грамоте в 1568—1569 годах, было сооружёно в 868 году во время правления Исмаила Самани над могилой его отца Ахмада ибн Асада.
В средние века этот и другие, не уцелевшие до наших дней мавзолеи, находились на территории большого некрополя династии Саманидов. С падением династии (999) площадь некрополя постепенно сокращалась, мавзолеи разрушались, а в XVI—XVIII веках на его территории стали строиться городские жилые кварталы. В раннем Средневековье район расположения некрополя назывался Науканда, позднее Чахар-гумбазан (четыре купола), а в позднем Средневековье — Бахадур-бий, а мавзолей Саманидов считался мазаром Исмаила Самани. После празднования «сайли нау» (Нового года) на кладбище возле мазара Исмаила Самани (а также возле мазара Чашма-Аюб) проводился трехдневный «сайли мазор», род поминок по умершим, на которые собирались главным образом женщины. 
К началу XX века вокруг единственного уцелевшего мавзолея сохранилось лишь небольшое кладбище, окружённое высокой стеной с единственным входом с восточной стороны. Многочисленные погребения в несколько ярусов надёжно скрывали уцелевший мавзолей, который сохранился лишь благодаря тому, что частично был засыпан землёй и оставался под ней на протяжении нескольких столетий.

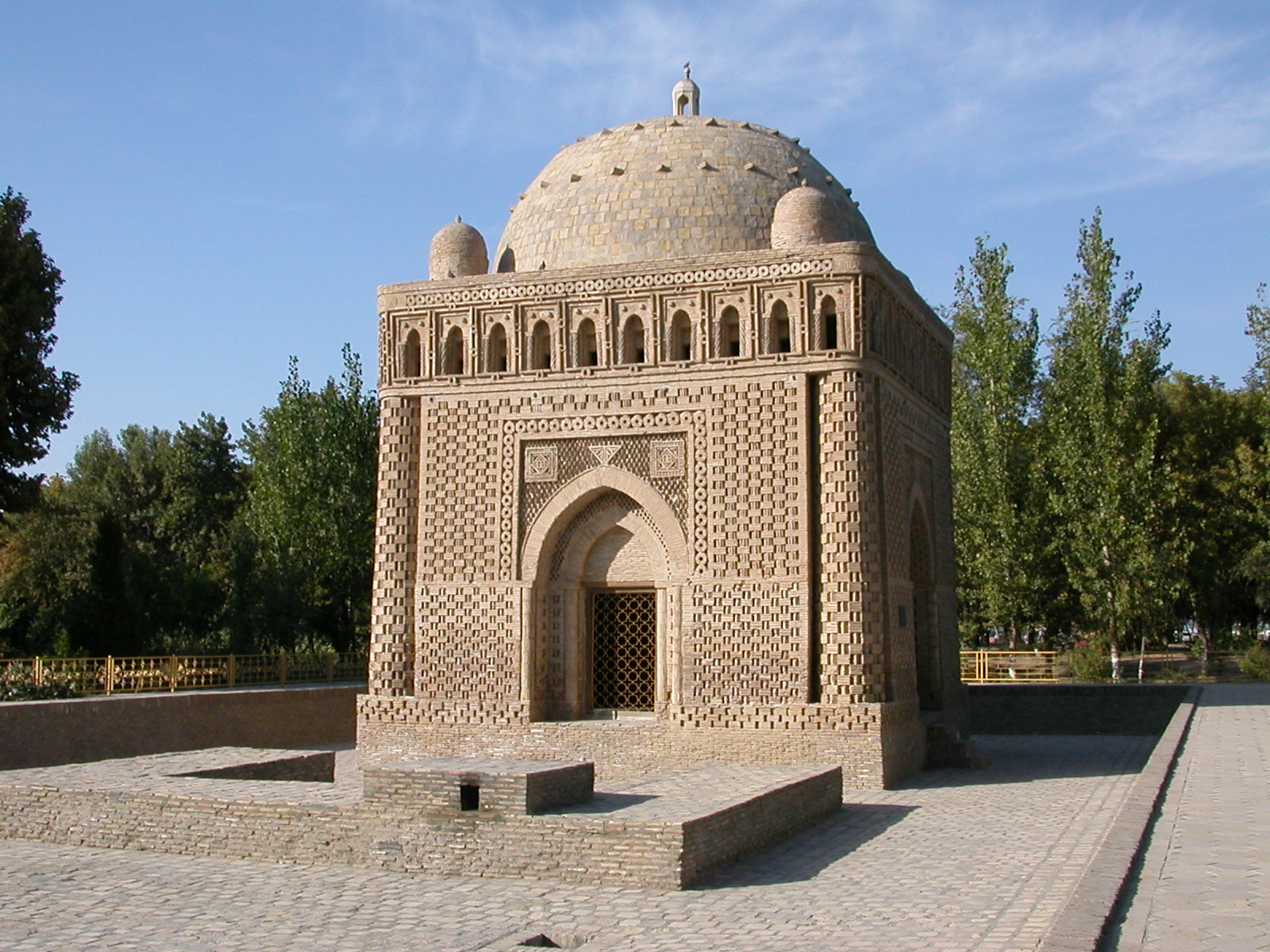
Перед мавзолеем находились ныне не уцелевшие остатки более древнего здания. 2004 год

Впервые мавзолей был обследован в 1924 году экспедицией М. Я. Гинзбурга. Тогда же был снят план здания. В 1925 году учёным секретарём комиссии Бухкомстариса М. Ю. Саиджановым была организована реставрация облицовки купола здания. При дальнейших археологических исследованиях — раскопках В. Л. Вяткина, проведённых в 1926—1928 годах, было выяснено, что внутри некрополя сохранились несколько захоронений, в том числе самого Исмаила Самани. Тогда же было установлено, что здание некрополя стоит на руинах ещё более древнего, возможно как-то связанным с солярным культом. В 1928—1930 годах частичную реставрацию мавзолея вели П. С. Касаткин и Н. М. Бачинский.
В 1937—1939 годах мавзолей был тщательно исследован и отреставрирован под руководством Б. Н. Засыпкина, при этом было уничтожено кладбище, могилы которого, в виде кирпичных сводиков, закрывали здание почти на одну треть его высоты. Поздние добавления были удалены, за исключением наружной кирпичной облицовки купола и появившегося в 1925 году небольшого кирпичного фонаря над круглым отверстием в зените купола.
После распада СССР и обретением Узбекистаном независимости территория вокруг мавзолея была благоустроена, к юго-востоку от памятника восстановлен искусственный водоём — хауз. В 1993 году мавзолей был внесён в список объектов всемирного наследия ЮНЕСКО.
Свыше тысячи лет существования мавзолей не перетерпел больших изменений, от неизбежных потерь пострадали в основном верхние части здания, низ кирпичной облицовки и трёх четвертные колонны входов.

## Первая научная датировка и определение принадлежности мавзолея
Принадлежность мавзолея, как и датировка его постройки, относящаяся к периоду правления Исмаила Самани, вплоть до 1926 года базировалась на народном предании. Эти данные получили научное обоснование благодаря исследованиям М. Ю. Саиджанова и были общепризнаны в академической науке после их публикации на русском языке. В своих изысканиях М. Ю. Саиджанов обращался, в частности, к вакуфной грамоте и родословной Саманидов.

## Архитектура

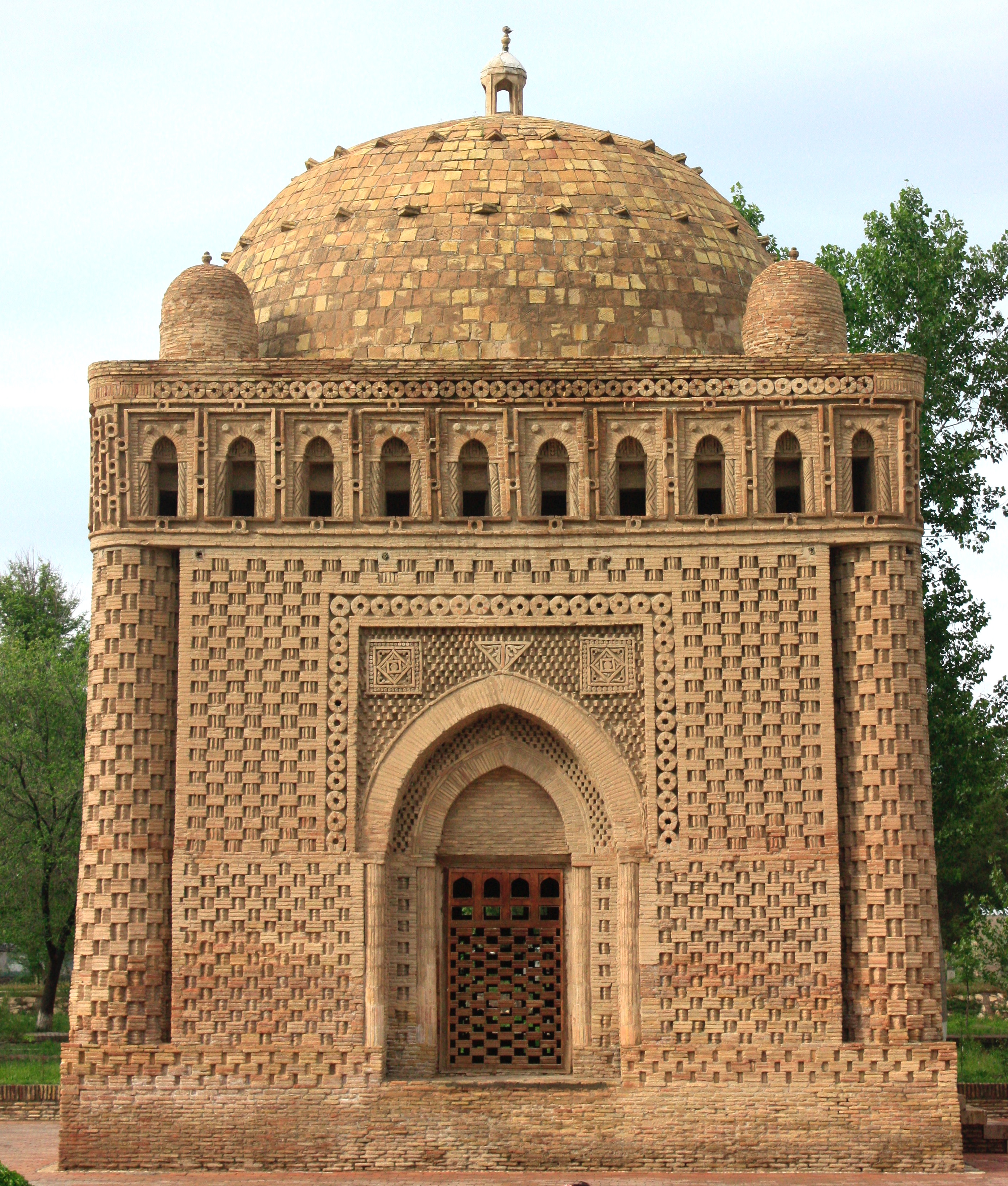
Вид мавзолея с западной стороны

Постройка этого Мавзолея знаменует собой новую эру в развитии центральноазиатской архитектуры, которая была возрождена после арабского завоевания региона, широко известными как чахартак на персидском языке — отсылка к утверждению Саманидов о сасанидском происхождении.
Здание целиком построено из жжёного кирпича и этот материал определяет не только конструктивно-технические особенности, но и его основной эстетический эффект. Размеры здания не велики: 10,8х10,8 метра; общая высота с фонарём — 15 метров, толщина стен 1,8 метра. Объёмно-пространственная композиция здания представляет собой слегка сужающийся кверху куб, покрытый полусферой большого купола с четырьмя малыми куполками на углах. Мавзолей квадратный в плане. Все фасады здания, ориентированного по сторонам света, одинаково равнозначны, ни один архитектурно не выделен как главный, что, в свою очередь, определяет центрический характер его композиции. Будучи строго симметричным, здание имеет четыре нишевых входа и четыре, встроенные во внешние углы, массивные трёхчетвертные колонны без баз и капителей. Арки входов мавзолея перспективно уменьшаются внутрь. Перемычки входных проёмов были сделаны из деревянных балок, на одной из них, сохранившейся до наших дней, найдена резная надпись шрифтом куфи с именем внука Исмаила Самани — Насра ибн Ахмада. Купола и паруса, обрамления поверхностей арок, колонны, бордюры, плоскости стен внутри и снаружи оформлены кирпичом.
Декоративные детали, выпиленные из кирпича и резного ганча, использованы в небольшом объёме. Чередование кирпича, положенного горизонтально и под углом, плашмя и вертикально, диагонально и «в ёлочку», кирпич, тёсаный так, что из него выкладываются крупные диски, четырёхлепестковые розетки, сквозные фигурные решётки окон, кирпич, образующий выпуклые фигуры на заглубленном фоне кладки, выявленные глубокой теневой игрой, — подобного по виртуозности использования фактурных качеств этого материала не знал в ту пору ни один другой памятник мировой архитектуры.
По своему уникален в интерьере ярус подкупольных конструкций из пояса сквозных арочек, также связанных проёмами с венчающей галереей или по-другому, верхним обходным коридором. Она состоит из ниш, перекрытых арками, обрамлёнными по периметру рельефными кирпичными лентами. Ниши арок в нижних частях прорезаны небольшими окнами, за которыми лежит венчающая галерея. Булатов М. С. усматривал прообраз венчающей галереи мавзолея в образе мифического «храма Первопричины» неких «сабейцев», краткое упоминание которого, найденное в старом и ненаучном источнике, он толковал весьма произвольно. Искусственность и бездоказательность этой гипотезы не позволяет всерьёз дискутировать о ней.
В юго-восточном углу мавзолея находится крупное и неоднократно ремонтировавшееся надгробие Исмаила Самани.
Архитектурные формы мавзолеев портально-купольного типа, сложенные из кирпича, завершающиеся куполом, восходят к конструктивным основам юрты, которые использовались сначала в курганных захоронениях тюрков, а позже в мавзолеях исламского времени. Мавзолей Саманидов связан со старой, уходящей в до-исламские времена практикой местного согдийского зодчества, формирование которого протекало в предшествующие эпохи. Конструкция купола на тромпах, мотив перспективно-арочного входа и венчающей галереи, тема встроенных трёхчетвертных угловых колонн и стиль колонок интерьера, фризы и архивольты, образованные разнообразно положенным кирпичом, терракотовые диски — всё это прослеживается на памятниках древней согдийской архитектуры, с традициями которой органически связано бухарское монументальное зодчество эпохи Саманидов.

## Знаки и символы на стенах мавзолея

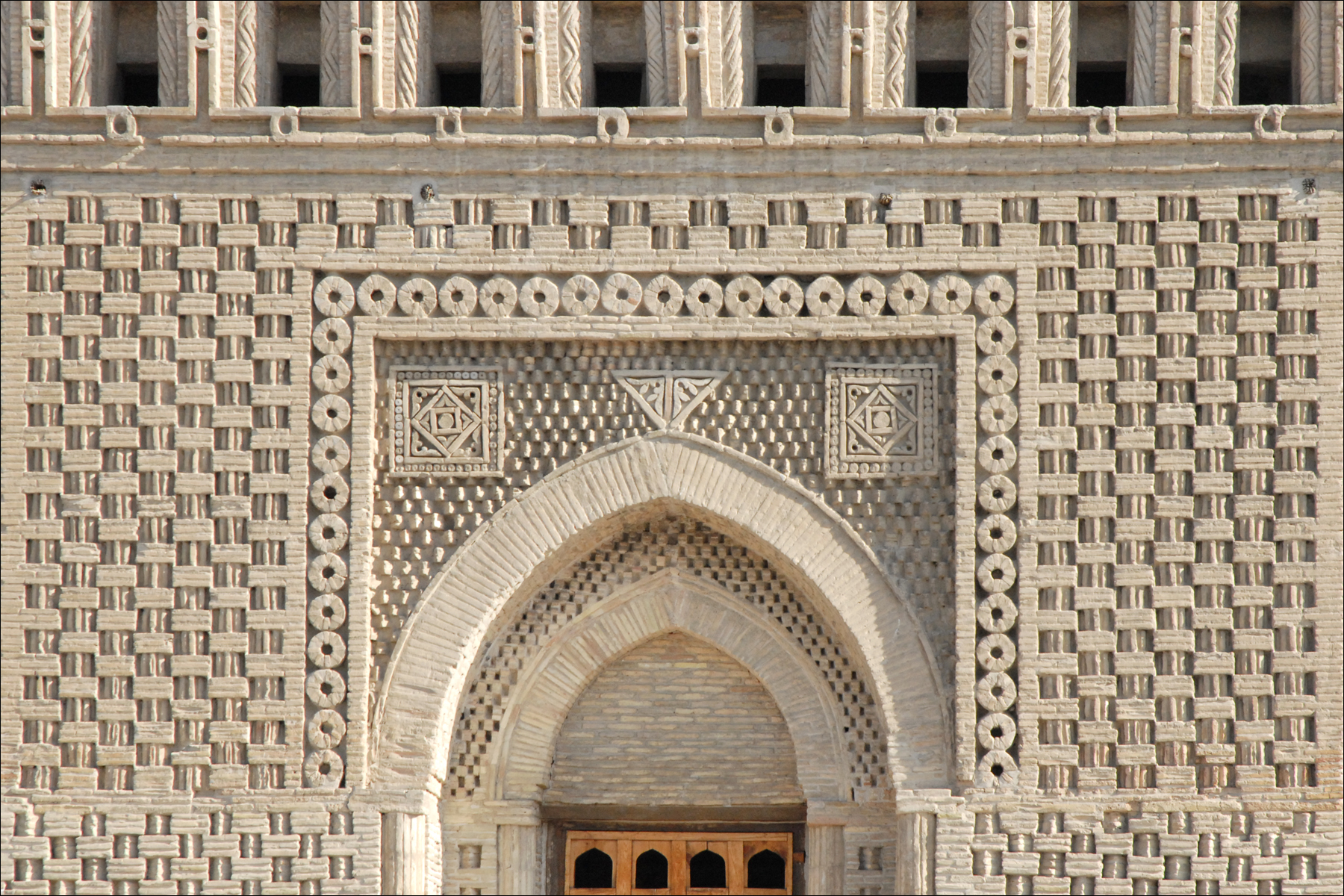

Узбекский ученый Ш. С. Камолиддин представил убедительные доказательства буддийского происхождения этого проекта. Знаки на стенах мавзолея Саманидов представляют собой сложную геометрическую композицию, состоящую из встроенных друг в друга квадратов и круга в середине, являются особой разновидностью буддийско-манихейской мандалы, что можно рассматривать как символы буддизма. Полагают, что общая планировка мавзолея при «взгляде» сверху является точным воспроизведением буддийско-манихейской мандалы.

## Народные предания и легенды
Согласно легенде, Исмаил Самани, известный населению Бухары как Хазрат Султан, правил страной и после своей кончины. Люди, видимо, искренне верили в эту легенду, потому что ещё долго после его смерти опускали письменные прошения в отверстие с южной стороны мавзолея в надежде получить на другой день ответ на него, который, якобы, появлялся с его северной стороны. По другой легенде, позднее Исмаил Самани отказался от правления после попытки обмануть его двумя посетителями мавзолея. Однако до начала XX века сохранялось суеверие, что если написать помилование и положить его к изножью могилы, то прошение исполнится и ответ, если оно подано человеком праведным и с открытой верой, может быть получен в письменной форме.

## В филателии
- Мавзолей Саманидов изображён на почтовой марке СССР 1966 года[26].

Почтовая марка СССР 1966
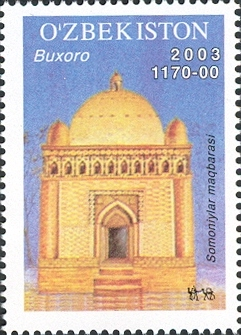
Почтовая марка Узбекистана 2003